# Viktor Kositsjkin
Viktor Ivanovitsj Kositsjkin (Russisch: Виктор Иванович Косичкин) (Mosjki (District Rybnovski), 25 februari 1938 – Moskou, 30 maart 2012) was een Russisch schaatser.
Viktor Kositsjkin nam tweemaal deel aan de Olympische Winterspelen (in 1960 en 1964). Bij de Winterspelen van 1960 in Squaw Valley werd hij, op zijn 22e verjaardag, olympisch kampioen op de 5000 meter. Hij was de enige schaatser die een tijd onder acht minuten klokte. Met 7.51,3 was hij ruim sneller dan de Noor Knut Johannesen (8.00,8) en de Nederlander Jan Pesman (8.05,1).
Hij was vijf keer deelnemer op een Europees kampioenschap. In 1961 veroverde hij zijn enige Europese titel. Op een wereldkampioenschap was hij acht keer present. Op het WK van 1962, dat in zijn woonplaats Moskou plaatsvond, veroverde hij zijn enige wereldtitel. Een jaar eerder werd hij tweede toen Henk van der Grift in Göteborg Kositsjkin nipt voorbleef.
Nationaal nam hij vier keer plaats op het erepodium bij de allroundkampioenschappen, in 1961 werd hij kampioen, in 1962 en 1964 tweede, in 1965 derde.

## Records

### Persoonlijke records
| Afstand      | Tijd    | Datum            | Baan         |
| ------------ | ------- | ---------------- | ------------ |
| 500 meter    | 41,9    | 13 februari 1965 | Oslo         |
| 1500 meter   | 2.10,7  | 31 januari 1965  | Göteborg     |
| 3000 meter   | 4.29,6  | 11 februari 1964 | Oslo         |
| 5000 meter   | 7.42,3  | 13 februari 1965 | Oslo         |
| 10.000 meter | 15.49,2 | 27 februari 1960 | Squaw Valley |

### Wereldrecords laaglandbaan (officieus)
| Nr. | Afstand      | Tijd    | Datum           | Baan            |
| --- | ------------ | ------- | --------------- | --------------- |
| 1.  | 5000 meter   | 8.00,2  | 21 januari 1961 | Gorki           |
| 2.  | 10.000 meter | 16.31,2 | 12 maart 1961   | Jekaterinenburg |

## Resultaten
| Jaar | EK Allround | WK Allround | Olympische Spelen   |
| ---- | ----------- | ----------- | ------------------- |
| 1959 | 11e         | 16e         |                     |
| 1960 | 10e         | 5e          | 5000m · 10.000m     |
| 1961 | Goud        | Zilver      |                     |
| 1962 |             | Goud        |                     |
| 1963 |             | NC19        |                     |
| 1964 |             | Zilver      | 4e 5000m 6e 10.000m |
| 1965 | Brons       | 7e          |                     |
| 1966 | 10e         | 11e         |                     |

### Medaillespiegel
| Kampioenschap     | Goud · | Zilver · | Brons · |
| ----------------- | ------ | -------- | ------- |
| EK Allround       | 1      | 0        | 1       |
| WK Allround       | 1      | 2        | 0       |
| Olympische Spelen | 1      | 1        | 0       |

1924: Clas Thunberg ·
1928: Ivar Ballangrud ·
1932: Irving Jaffee ·
1936: Ivar Ballangrud ·
1948: Reidar Liaklev ·
1952: Hjalmar Andersen ·
1956: Boris Sjilkov ·
1960: Viktor Kositsjkin ·
1964: Knut Johannesen ·
1968: Fred Anton Maier ·
1972: Ard Schenk ·
1976: Sten Stensen ·
1980: Eric Heiden ·
1984: Tomas Gustafson ·
1988: Tomas Gustafson ·
1992: Geir Karlstad ·
1994: Johann Olav Koss ·
1998: Gianni Romme ·
2002: Jochem Uytdehaage ·
2006: Chad Hedrick ·
2010: Sven Kramer ·
2014: Sven Kramer ·
2018: Sven Kramer ·
2022: Nils van der Poel
Onofficiële Europese kampioenschappen

1891: Onbeslist ·
1892: Onbeslist · 
1946: Göthe Hedlund 

Officiële Europese kampioenschappen

1893: Rudolf Ericson · 
1894: Onbeslist ·
1895: Alfred Næss · 
1896: Julius Seyler · 
1897: Julius Seyler · 
1898: Gustaf Estlander · 
1899: Peder Østlund · 
1900: Peder Østlund · 
1901: Rudolf Gundersen · 
1902: Johan Schwartz · 
1903: Onbeslist ·
1904: Rudolf Gundersen · 
1905: Johan Vikander · 
1906: Rudolf Gundersen · 
1907: Moje Öholm · 
1908: Moje Öholm · 
1909: Oscar Mathisen · 
1910: Nikolaj Stroennikov · 
1911: Nikolaj Stroennikov · 
1912: Oscar Mathisen · 
1913: Vasilij Ippolitov · 
1914: Oscar Mathisen · 
1922: Clas Thunberg · 
1923: Harald Strøm · 
1924: Roald Larsen · 
1925: Otto Polacsek · 
1926: Julius Skutnabb · 
1927: Bernt Evensen · 
1928: Clas Thunberg · 
1929: Ivar Ballangrud · 
1930: Ivar Ballangrud · 
1931: Clas Thunberg · 
1932: Clas Thunberg · 
1933: Ivar Ballangrud · 
1934: Michael Staksrud · 
1935: Karl Wazulek · 
1936: Ivar Ballangrud · 
1937: Michael Staksrud · 
1938: Charles Mathiesen · 
1939: Alfons Bērziņš · 
1947: Åke Seyffarth · 
1948: Reidar Liaklev · 
1949: Sverre Farstad · 
1950: Hjalmar Andersen · 
1951: Hjalmar Andersen · 
1952: Hjalmar Andersen · 
1953: Kees Broekman · 
1954: Boris Sjilkov · 
1955: Sigge Ericsson · 
1956: Jevgeni Grisjin · 
1957: Oleg Gontsjarenko · 
1958: Oleg Gontsjarenko · 
1959: Knut Johannesen · 
1960: Knut Johannesen · 
1961: Viktor Kositsjkin · 
1962: Robert Merkoelov · 
1963: Nils Egil Aaness · 
1964: Ants Antson · 
1965: Eduard Matoesevitsj · 
1966: Ard Schenk · 
1967: Kees Verkerk · 
1968: Fred Anton Maier · 
1969: Dag Fornæss · 
1970: Ard Schenk · 
1971: Dag Fornæss · 
1972: Ard Schenk · 
1973: Göran Claeson · 
1974: Göran Claeson · 
1975: Sten Stensen · 
1976: Kay Arne Stenshjemmet · 
1977: Jan Egil Storholt · 
1978: Sergej Martsjoek · 
1979: Jan Egil Storholt · 
1980: Kay Arne Stenshjemmet · 
1981: Amund Sjøbrend · 
1982: Tomas Gustafson · 
1983: Hilbert van der Duim · 
1984: Hilbert van der Duim · 
1985: Hein Vergeer · 
1986: Hein Vergeer · 
1987: Nikolaj Goeljajev · 
1988: Tomas Gustafson · 
1989: Leo Visser · 
1990: Bart Veldkamp · 
1991: Johann Olav Koss · 
1992: Falko Zandstra · 
1993: Falko Zandstra · 
1994: Rintje Ritsma · 
1995: Rintje Ritsma · 
1996: Rintje Ritsma · 
1997: Ids Postma · 
1998: Rintje Ritsma · 
1999: Rintje Ritsma · 
2000: Rintje Ritsma · 
2001: Dmitri Sjepel · 
2002: Jochem Uytdehaage · 
2003: Gianni Romme · 
2004: Mark Tuitert · 
2005: Jochem Uytdehaage · 
2006: Enrico Fabris · 
2007: Sven Kramer · 
2008: Sven Kramer · 
2009: Sven Kramer · 
2010: Sven Kramer · 
2011: Ivan Skobrev · 
2012: Sven Kramer · 
2013: Sven Kramer · 
2014: Jan Blokhuijsen · 
2015: Sven Kramer · 
2016: Sven Kramer · 
2017: Sven Kramer · 
2019: Sven Kramer · 
2021: Patrick Roest · 
2023: Patrick Roest · 
2025: Sander Eitrem